# Duncan MacGregor
Pour les articles homonymes, voir MacGregor.
Duncan MacGregor (14 décembre 1843 - 16 décembre 1906) est un médecin et universitaire néo-zélandais et un administrateur de la santé.

## Biographie
Duncan MacGregor naît à Aberfeldy, dans le Perthshire, en Écosse, fils de James et Isabella MacGregor. Il épouse Mary Johnston à York Place, Édimbourg, en décembre 1870.
Duncan MacGregor est nommé professeur de sciences mentales à l'université d'Otago, en Nouvelle-Zélande, poste qu'il occupe de 1870 à 1886. De 1876 à 1882, il est médecin de l'asile d'aliénés de Dunedin et, en avril 1886, il a été nommé inspecteur général des asiles et des hôpitaux de Nouvelle-Zélande. Il meurt à son domicile de Northland, Wellington, le 16 décembre 1906.